# Rancho Queimado
Rancho Queimado là một đô thị thuộc bang Santa Catarina, Brasil. Đô thị này có diện tích 286,432 km², dân số năm 2007 là 2842 người, mật độ 9,9 người/km².